# Metellina merianae
Metellina merianae Scopoli, 1763 è un ragno appartenente alla famiglia Tetragnathidae.

## Distribuzione
La specie è stata rinvenuta in diverse località della regione compresa fra l'Europa e la Georgia

## Tassonomia
Non sono stati esaminati esemplari di questa specie dal 2011
Attualmente, a dicembre 2013, non sono note sottospecie